# Berteszów
Berteszów – wieś na Ukrainie w rejonie lwowski (do 2020 roku w rejonie żydaczowskim) należącym do obwodu lwowskiego.
W Berteszowie został założony zakład wychowawczy Zgromadzenia Michała Archanioła, powstałego z inicjatywy św. Bronisława Markiewicza. 
W II Rzeczypospolitej wieś położona w powiecie bóbreckim województwa lwowskiego. W 1943 r. nacjonaliści ukraińscy  z OUN-UPA zamordowali tutaj 31 Polaków.

## Położenie
Na podstawie Słownika geograficznego Królestwa Polskiego i innych krajów słowiańskich: Berteszów to wieś w powiecie bóbreckim, o półtorej mili austriackiej od Bobrki, a o milę na zachód od Strzelisk.